# Лавренко, Евгений Михайлович
Евге́ний Миха́йлович Лавре́нко (1900—1987) — советский геоботаник и ботаникогеограф. Член-корреспондент (1946) и действительный член (1968) Академии наук СССР.

## Биография
Родился 23 февраля 1900 году в Чугуеве, ныне Харьковская область, Украина.
В 1918 году окончил Харьковскую гимназию, в том же году поступил в Харьковский университет.
С 1921 по 1928 годы работал в Харьковском ботаническом саду.
В 1922 году поступил в аспирантуру.
С 1926 года работал в Харьковском институте охраны природы.
В 1929 году начал работать в Харьковском сельскохозяйственном институте.
В 1931 году получил учёное звание профессора.
С 1934 года работал в Ботаническом институте Академии наук СССР. Через год получил учёное звание профессора ЛГУ.
В 1935 году Президиум АН СССР присудил ему учёную степень доктора биологических наук без защиты диссертации.
С 1938 года Лавренко занимал должность заведующего отделом геоботаники Ботанического института АН СССР.
В 1946 году Евгений Михайлович избран членом-корреспондентом АН СССР.
В 1955 году подписал «письмо трёхсот». 
Лауреат премии им. В. Л. Комарова.
В 1957 году он возглавил группу видных советских учёных (В. Г. Гептнер, С. В. Кириков, А. Н. Формозов и др.) по разработке плана географической сети заповедников СССР.
С 1963 по 1973 года был президентом Всесоюзного ботанического общества.
В 1968 году Евгений Михайлович стал академиком АН СССР.
В 1969 году совместно с А. М. Семёновой-Тян-Шанской Лавренко разработал и опубликовал в Ботаническом журнале «Программу-инструкцию по организации охраны ботанических объектов».
Научные интересы: типология растительности, зональное и провинциальное районирование степей и пустынь Евразии и Северной Африки.
Основываясь на толковании «биосферы» у Э. Зюсса, ввёл дополнительные понятия «фитогеосфера» и «биострома». Фитогеосфера — геосфера (мощность на суше не превышает 100 м) основного средоточия жизни в биосфере. Биострома — совокупность живого вещества биосферы (как и «плёнка жизни» В. И. Вернадского, «геомериды» В. Н. Беклемишева).
Известен также как коллекционер графики. В 1987 году после его смерти коллекция была передана в Омский музей изобразительных искусств им. Врубеля (в том числе 12 акварельных работ японского художника XIX века Бёдзан Хирасава).

## Награды
- 2 ордена Ленина (1953; 1970)
- орден Октябрьской Революции (1975)
- орден Отечественной войны 2-й степени (10.06.1945)
- Орден Трудового Красного Знамени (22.02.1980)[2]
- медали
- Иностранный член Монгольской академии наук (1974)[3]

## Научные труды
- Об охране ботанических объектов в СССР (1971).
- Генофонд растительного мира СССР (1971).
- Охрана и организация изучения редких и исчезающих видов растений (1971), совместно с Л. В. Денисовой[4].

## Печатные труды
- Лавренко Е. М. О фитогеосфере // Вопросы географии: Физическая география. М.: Географгиз, 1949. Сб. 15. С. 53—66.
- Лавренко Е. М. Основные черты ботанической географии пустынь Евразии и Северной Африки. — М.; Л.: Изд-во АН СССР, 1962 — (Комаровские чтения; вып. 15).
- Лавренко Е. М. Об уровнях изучения органического мира в связи с познанием растительного покрова // Известия АН СССР. Серия биологическая. 1964. № 1. С. 32—46.
- Лавренко Е. М. Основные проблемы биогеоценологии и задачи биогеоценологических исследований в СССР // Журнал общей биологии. 1971. Т. 32, № 4. С. 395—408.
- Лавренко Е. М. Биосфера в понимании В. И. Вернадского и растительный покров Земли // В. И. Вернадский и современность / под ред. А. Г. Назарова. М.: Наука, 1986. С. 147—154.
- Лавренко Е. М., Свешникова В. М. Ботаническая география и фитоценология (геоботаника) // Развитие биологии в СССР / под ред. Б. Е. Быховского, С. Р. Микулинского и др. М.: Наука, 1967. С. 41—64.